# Битка код Драча (1018)
Битка код Драча вођена је фебруара 1018. године код данашњег Драча између византијске војске са једне и бугарске војске под Јованом Владиславом са друге стране. Део је византијско-бугарских ратова, а завршена је победом Византинаца. Представља последњу битку вишедеценијског рата Византије и Првог бугарског царства. У бици је погинуо бугарски цар Јован Владислав након чега Прво бугарско царство губи независност.

## Битка
Након битке код Беласице и смрти цара Самуила (1014. година) бугарска држава нагло слаби због унутрашњих борби за власт. Гаврило Радомир, Самуилов син, убијен је од стране Јована Владислава помогнутог од стране византијског цара Василија II са којим је склопио договор да му преда контролу над Драчем. Ниједна од страна није испунила своје обавезе па поново избија рат (1015). Јован Владислав напада Драч док Василије осваја бугарску престоницу Охрид. Међутим, приморан је да га напусти након пораза у бици код Битоља. Две године касније Василије наноси пораз Бугарима код Сетина, али не користи победу већ се враћа у Цариград. Владислав то користи и напада Драч кога је бранио Никита Пегонитес. У бици која је уследила, погинуо је бугарски цар, а његови војници су приморани да се повуку. Остали бугарски племићи (бојари) предају се византијском цару. Прво бугарско царство престаје да постоји и постаје једна од византијских покрајина.